# Bričevlje
Bričevlje (en serbe cyrillique : Бричевље) est un village de Serbie situé sur le territoire de la Ville de Leskovac, district de Jablanica. Au recensement de 2011, il comptait 196 habitants.

## Démographie

### Évolution historique de la population
| 1948 | 1953 | 1961 | 1971 | 1981 | 1991 | 2002 | 2011 |
| ---- | ---- | ---- | ---- | ---- | ---- | ---- | ---- |
| 278  | 282  | 254  | 292  | 245  | 233  | 241  | 196  |

|  |